# Mihail Nasta
Mihail Nasta a fost un tenor român important, director al Operei din Cluj înaintea celui de-al doilea război mondial.